# Un marge estret
 Un marge estret  (títol original en anglès: The Narrow Margin) és una pel·lícula dels Estats Units de Richard Fleischer estrenada el 1952. Ha estat doblada al català.

## Argument[2]
El detectiu Walter Brown està encarregat de protegir Mrs Frankie Neall, vídua d'un bandit mort recentment, dels seus assassins en el seu viatge amb tren de Chicago a Los Angeles. El seu company que ha estat abatut des del començament del viatge, l'assumpte és doncs complicat atès que es busca activament Mrs Frankie Neall...

## Repartiment
- Charles McGraw: Walter Brown
- Marie Windsor: Sra. Frankie Neall
- Jacqueline White: Ann Sinclair
- Gordon Gebert: Tommy Sinclair
- David Clarke: Joseph Kemp
- Peter Brocco: Vincent Yost
- Peter Virgo: Densel
- Paul Maxey: Sam Jennings
- Don Beddoe: Gus Forbes

## Al voltant de la pel·lícula
- El rodatge va durar només 13 dies i Richard Fleischer va pagar de la seva butxaca les repeticions dels actors. El realitzador considera Un marge estret com una de les seves millors pel·lícules i el que representa en aquell temps el resultat del seu propi estil. Fleischer havia demanat d'altra banda al seu cap operador, George E. Diskant, de filmar càmera a l'espatlla per accentuar el nerviosisme de la seva posada en escena.[3]
- Un marge estret representa la pel·lícula negra de postguerra per excel·lència.
- L'única part de la pel·lícula rodada a bord d'un tren correspon a pocs segons de l'arribada a Los Angeles.

## Premis i nominacions

### Nominacions
- 1953: Oscar al millor guió original per Martin Goldsmith i Jack Leonard